# Ива Радде
И́ва Радде (лат. Salix raddeana) — вид цветковых растений из рода Ива (Salix) семейства Ивовые (Salicaceae).
В природе ареал вида охватывает Приморье.

## Ботаническое описание
Высокий кустарник или деревцо. Молодые побеги густо серопушистые; двух—трёхгодовалые — голые, тёмно-бурые,
Почки крупные, прижатые, острые, ребристые, тёмно-бурые. Прилистники крупные, длиной 6—7 мм, голые или опушённые, острые. Листья плотные, кожистые, длиной 3,5—7 см, шириной 3—4 см, обратнояйцевидно-округлые, обратнояйцевидные или обратнояйцевидно-эллиптические, с коротким косым остроконечием, в основании округлённые или суженные, по краю цельные, сверху тёмно-зелёные, снизу мягко-бархатисто-войлочные, на черешках длиной 5—10 мм.
Серёжки сидячие. Прицветные чешуйки яйцевидно-эллиптические, на верхушке остроконечные или туповатые, тёмно-бурые, длиной около 2,5 мм, шириной 0,6—0,8 мм. Завязь узкоконическая, суженная к верхушке, длиной до 3,5—4 мм, серо-шелковисто-волосистая; столбик голый, длиной около 1 мм с бурыми, прямыми или расходящимися, четырёхраздельными рыльцами длиной около 1 мм и одиночным, задним, продолговатым нектарником.
Плод — коробочка длиной до 6,5 мм.
Цветение в мае. Плодоношение в июне.

## Таксономия
Вид Ива Радде входит в род Ива (Salix) семейства Ивовые (Salicaceae) порядка Мальпигиецветные (Malpighiales).
|  |                                      |  |                                                             |                                                             |                  |  | ещё 36 семейств (согласно Системе APG II) | ещё 36 семейств (согласно Системе APG II) |                    |  |  |  | ещё более 500 видов |
|  |                                      |  |                                                             |                                                             |                  |  | ещё 36 семейств (согласно Системе APG II) | ещё 36 семейств (согласно Системе APG II) |                    |  |  |  | ещё более 500 видов |
|  |                                      |  |                                                             | порядок Мальпигиецветные                                    |                  |  |                                           |                                           | род Ива            |  |  |  |                     |
|  |                                      |  |                                                             | порядок Мальпигиецветные                                    |                  |  |                                           |                                           | род Ива            |  |  |  |                     |
|  | отдел Цветковые, или Покрытосеменные |  |                                                             |                                                             | семейство Ивовые |  |                                           |                                           | вид Ива Радде      |  |  |  |                     |
|  | отдел Цветковые, или Покрытосеменные |  |                                                             |                                                             | семейство Ивовые |  |                                           |                                           |                    |  |  |  |                     |
|  |                                      |  | ещё 44 порядка цветковых растений (согласно Системе APG II) | ещё 44 порядка цветковых растений (согласно Системе APG II) |                  |  |                                           | ещё около 57 родов                        | ещё около 57 родов |  |  |  |                     |
|  |                                      |  |                                                             | ещё 44 порядка цветковых растений (согласно Системе APG II) |                  |  |                                           |                                           | ещё около 57 родов |  |  |  |                     |